# Canton de Laon-Sud
Le canton de Laon-Sud est une ancienne division administrative française située dans le département de l'Aisne et la région Picardie.

## Histoire

### Avant le redécoupage de 2015
Le canton de Laon-Sud a été créé en 1973 par la division du canton de Laon. La ville de Laon est le chef-lieu de ce canton mais elle est devenue une fraction cantonale. Cette fraction est la partie non-incluse dans le canton de Laon-Nord,. Le canton est composé de 20 communes au total. 

### Redécoupage de 2015
Un nouveau découpage territorial de l'Aisne entre en vigueur en mars 2015, défini par le décret du 21 février 2014 , en application des lois du 17 mai 2013 (loi organique 2013-402 et loi 2013-403). Les conseillers départementaux sont, à compter de ces élections, élus au scrutin majoritaire binominal mixte. Les électeurs de chaque canton élisent au Conseil départemental, nouvelle appellation du Conseil général, deux membres de sexe différent, qui se présentent en binôme de candidats. Les conseillers départementaux sont élus pour 6 ans au scrutin binominal majoritaire à deux tours, l'accès au second tour nécessitant 10 % des inscrits au 1er tour. En outre la totalité des conseillers départementaux est renouvelée. Ce nouveau mode de scrutin nécessite un redécoupage des cantons dont le nombre est divisé par deux avec arrondi à l'unité impaire supérieure. Dans l'Aisne, le nombre de cantons passe ainsi de 42 à 21. Le canton de Laon-Sud ne fait pas partie des cantons conservés du département. 
Le canton disparait lors des élections départementales de mars 2015. L'ensemble des communes est rattaché au nouveau canton de Laon-2 sauf Ployart-et-Vaurseine rejoignant le canton de Guignicourt et la fraction cantonale qui est modifiée.

## Administration
| Période | Période          | Identité           | Étiquette | Qualité |
| ------- | ---------------- | ------------------ | --------- | --- |
| 1973    | 1982             | Robert Aumont      | PS        | Professeur de l'enseignement technique Député (1973-1986) Maire de Laon (1977-1983) Ancien conseiller général du Canton de Laon (1970-1973) |
| 1982    | 1993 (démission) | Jean-Claude Lamant | RPR       | Professeur de collège Député (1986-1988 et 1993-1997) Maire de Laon (1989-2001)                                                             |
| 1993    | 2008             | René Dosière       | PS        | Consultant international Député (1988-1993 et depuis 1997) Maire de Laon (1983-1989)                                                        |
| 2008    | 2015             | Thierry Délerot    | PS        | Elu en 2015 dans le Canton de Laon-2 |

## Composition
Le canton de Laon-Sud s'est composé d’une fraction de la commune de Laon et de dix-neuf autres communes. Il a compté 23 178 habitants en 2012.
| Code Insee | Nom                     | Population (hab.)                 |
| ---------- | ----------------------- | --------------------------------- |
| 02408      | Laon (Chef-lieu)        | Fraction: 14 579 Commune : 25 317 |
| 02024      | Arrancy                 | 54                                |
| 02028      | Athies-sous-Laon        | 2 624                             |
| 02088      | Bièvres                 | 69                                |
| 02128      | Bruyères-et-Montbérault | 1 570                             |
| 02177      | Chérêt                  | 128                               |
| 02191      | Chivy-lès-Étouvelles    | 503                               |
| 02196      | Clacy-et-Thierret       | 336                               |
| 02282      | Eppes                   | 412                               |
| 02294      | Étouvelles              | 219                               |
| 02309      | Festieux                | 647                               |
| 02501      | Montchâlons             | 61                                |
| 02561      | Nouvion-le-Vineux       | 155                               |
| 02573      | Orgeval                 | 70                                |
| 02587      | Parfondru               | 352                               |
| 02609      | Ployart-et-Vaurseine    | 22                                |
| 02621      | Presles-et-Thierny      | 399                               |
| 02697      | Samoussy                | 344                               |
| 02791      | Veslud                  | 253                               |
| 02824      | Vorges                  | 381                               |

## Démographie
| 1975 | 1982   | 1990   | 1999   | 2006   | 2007   | 2008   | 2009   | 2010   |
| ---- | ------ | ------ | ------ | ------ | ------ | ------ | ------ | ------ |
| -    | 23 785 | 23 499 | 23 492 | 23 615 | 23 740 | 23 694 | 23 709 | 23 687 |

| 2011   | 2012   | - | - | - | - | - | - | - |
| ------ | ------ | - | - | - | - | - | - | - |
| 23 457 | 23 178 | - | - | - | - | - | - | - |